# Елен Трейо-Дюшен
Елен Трейо-Дюшен (фр. Hélène Tréheux-Duchêne; нар. 7 січня 1963) — французька кадрова дипломатка, яка з 2022 року є послом Франції у Великій Британії.

## Біографія
Донька професора Жака Трейо та Огюсти, уродженої Бошо, вона вивчала сучасну літературу в ENS Paris, а після закінчення навчання продовжила навчання в Sciences Po, а потім в ENA, де познайомилася зі своїм майбутнім чоловіком Ремі Дюшеном.
Після того, як у 1989 році поступила до французьку дипломатичну службу, вона швидко піднялася службовою кар'єрою через різні посади в ЄС, та стала постійним представником Франції при НАТО (2016—2019).